# Castillo de Mura
El Castillo de Mura es una construcción del municipio de Mura (comarca del Bages) en la provincia de Barcelona, está declarado bien cultural de interés nacional .

## Descripción
Los restos del castillo los componen un fragmento de muralla situado al oeste junto a un acantilado, y los cimientos de una torre trapecial, situados en el ángulo nordeste de la colina.
El trozo de muralla conservado tiene una longitud de 7,30 m., aunque por el lado de levante va perdiendo altura hasta quedar enterrado en el suelo. Su altura máxima en el exterior llega a unos tres metros. La obra está hecha de grandes sillares tallados toscamente, pero colocados en hileras y unidos con mortero.
Los cimientos de la torre alcanzan 1,95 m en el punto más alto. Los muros tienen 95 cm de espesor y presentan unas aspilleras cuadradas. La construcción está realizada con bloques de piedra medios y pequeños, toscamente escuadrados y con tendencia a formar hileras. El mortero que los une es de color gris, formado por arena de grano fino y cal.

## Historia
El nombre etimológico de Mura parece que viene de Murus, y no sería extraño que esta denominación proviniera de que había un castrum o lugar amurallado, ibérico o romano.
Este castillo formaba parte de un conjunto de castillos adjudicados a la condesa Ermessenda de Carcasona. Se trata de un castillo condal, pero que en el 978 terminó este dominio; el conde Borrell II y su mujer Lutgarda de Toulouse lo vendieron, junto con otras posesiones, a Riculf. Este, hizo una donación poco después al monasterio de Sant Benet de Bages. En 1023, cuando parecía que los condes habían perdido el dominio sobre el castillo, se vuelve a encontrar que la condesa Ermessenda dona a su hijo, Berenguer Ramón I, varios castillos entre ellos el de Mura, lo que demuestra que continuaban siendo los señores eminentes del castillo.
En el siglo XII la castellanía radicó en la familia Santa Coloma. En el siglo XIII el castillo entra en el juego de venta por parte de rey y de redención por parte de la ciudad de Manresa. Pasó a ser propiedad de la familia Guardia, que agrandaron y reedificar la fortaleza. Posteriormente, pasó a Ponç y Armengou de Banyeres, y a mediados siglo XIII pasa a ser propiedad de la corona, y el rey en Jaime I de Aragón lo donó, primero, en 1223 a Guillem de Santa Fe y después, en 1228 a Pedro Ponce de Banyeres. En 1293, la corona, habiendo recobrado el castillo, la encomendó al veguer de Manresa. En 1316, el rey Jaime II de Mallorca, lo vendió a la condesa de Pallars. Más tarde, en pleno siglo XIV, la corona lo vende a Hugo de Moncada, pero a su muerte, el rey Pedro III el Ceremonioso revoca la antigua donación y lo pasa a Pere de Planella, chambelán real.
A comienzos del siglo XV, Martín I el Humano adquiere de nuevo el castillo para venderlo a Ramon Sescomes. Esta familia lo regenta y lo pasa por sucesión en la familia Cordelles.
El archiduque Carlos de Austria, queriendo premiar los servicios de Feliciano de Cordellas en la guerra contra los franceses, le otorgó el título de Marqués de Mura (1707).
En este siglo el castillo quedó abandonado y se fue derribando. Ventas y recaudaciones sucesivas hasta el 1400, año en que el rey Martín I de Aragón lo vendió a Martí de Comes, de quien pasó por matrimonio a la familia Peguera y a la familia Cortadelles, hasta la desaparición de los señoríos jurisdiccionales.